# TNA 동창생
TNA 동창생(TNA Alumni)는 예전에 TNA에서 활약했던 레슬러 및 임직원들이다.

## 임팩트 레슬링 동창생
- 브라이언 애덤스
- 애런 렉스
- 다가
- 불리 레이
- 디본
- 이던 카터 3세
- 오스틴 에리스
- 켄 섐록
- 레이븐
- 거너
- 새무얼 쇼
- 브리타니
- 랍 테리
- 제시 가더즈
- 제이 애덤스
- 조나 아달맨
- 레이시 애드키슨
- 데이브 크리스트
- 마이클 엘긴
- 브라이언 케이지
- 데즈
- 이덴 페이지
- 브렌트 얼브라잇
- 마이크 알폰소
- 윌리엄 알폰소
- 딘 얼마크
- 루이스 알모도버
- 마이클 알티에리
- 사라 아마토
- 멜리사 앤더슨
- 테디 하트
- 조 애플바우머
- 빌 앱터
- 조지 애리아스
- 로니 애니엘
- 찰스 애쉬노프
- 제임스 애킨스
- 밥 백런드
- 마르크스 베그웰
- 오즈고르 베어커
- 제레미 배런
- 더그 바샴
- 믹 폴리
- 레바 베이츠
- 더글레스 베커
- 빌 베헌스
- 스테파니 벨러스
- 맷 밴틀리
- 레테스 브할라
- 트렌샤 비거스
- 루써 비거스
- 코디 로즈
- 크리스천 케이지
- 헐크 호건
- 릭 플레어
- 스팅
- 커트 앵글
- 제프 제럿
- AJ 스타일스
- 사모아 조
- 바비 루드
- 제임스 스톰
- 크리스 세이빈
- 앨릭스 셸리
- 어비스
- 케빈 내시
- 스캇 스타이너
- 스캇 홀
- 릭 스타이너
- 션 월트먼
- 랍 밴 댐
- 부커 T
- 샤멜
- 크리스탈
- 알베르토 엘 파트론
- 드루 갤로웨이
- 조쉬 알렉산더
- 주니어 파투
- 브라이더 런트
- B.G. 제임스
- 안토니오 뱅크스
- 커트 헤닝
- 다이아몬드 댈러스 페이지
- 헐리우드 노바
- 재키 게이다
- 콘시퀀시스 크리드
- 사부
- 제리 린
- 짐 더간
- 랜스 락
- 매트 사이달
- 넬슨 나이츠
- 트레이시 브룩스
- 게일 킴
- 안젤리나 러브
- 벨벳 스카이
- 매디슨 레인
- ODB
- 타라
- 미키 제임스
- 미아 임
- 시에나
- 타야 발키리
- 폴 런던
- 론 킬링스
- 록시
- 세레나 딥
- 샌드맨
- 톰코
- 벰피로 워리어
- 에모 파투
- 더스틴 로즈
- 더스티 로즈
- C.W. 앤더슨
- 콜트 카바나
- 크리스 해리스
- 킵 제임스
- 보비 래슐리
- 대니 도링
- 브라이언 롤러
- 크리스토퍼 대니얼스
- 거터
- 사라 리
- 래쉬 르루
- 로더릭 스트롱
- 빅 비토
- 밥 캣
- 키드 로메오
- 타일러 블랙
- 롤리팝
- 슈퍼 드래곤
- 커피 맥
- T.J. 맥
- 구이도 마리따또
- 스털링 마틴
- 데브라
- 앤두류 마틴
- 셰인 더글라스
- 레이시 본 에릭
- 비니 발렌티노
- 마이크 어썸
- 마스까리따 사그라다
- 에릭 비쇼프
- 핵터 게레로
- 어썸 콩
- 해벅
- 앨리
- 디오나 퍼라조
- 케이티 포브스
- 브룩
- 태린 태럴